# La Tosseta (els Guiamets)
La Tosseta és una muntanya de 305 metres que es troba entre els municipis dels Guiamets i del Masroig, a la comarca catalana del Priorat.